# Палаццо Соранцо
Палаццо Соранцо (итал. Palazzo Soranzo in Campo San Polo) — дворец в Венеции в районе Сан-Поло на одноименной площади.
Дворец построен в XIV в. благородным семейством Соранцо (в частности, подарившим Венеции 51-го дожа) в стиле венецианской готики. Неровная форма фасада объясняется тем, что первоначально он выходил на канал Сан-Антонио, засыпанный в 1761 году. Здание состоит из двух частей: «старый дом» (слева, XIV в.) и «новый дом» (справа, XV в.). Фасад новой половины отличается симметрией, тогда как старый фасад асимметричен. Полифора (восьмипролётное окно) нового фасада ранее была украшена фресками Джорджоне, впоследствии утраченными.
Палаццо по сей день находится во владении потомков рода Соранцо. Через площадь от него располагается палаццо Корнер Мочениго.